# Funcția lui Dirac

Funcția lui Dirac (funcția delta) ca limită a unui șir de distribuții normale (gaussiene) centrate pe origine, pentru.

Funcția lui Dirac, sau funcția delta, notată δ(x), nu este o funcție obișnuită, ci o funcție generalizată (sau o distribuție). Poartă numele fizicianului englez P.A.M. Dirac care a utilizat-o extensiv în formularea sa a mecanicii cuantice, dar prezența ei în matematică este mai veche și e de exemplu implicită în folosirea integralei Stieltjes. Introducerea ei simplifică considerabil prezentările diferitelor capitole ale fizicii matematice. Descrierea matematică riguroasă a statutului funcției lui Dirac (și a altor funcții generalizate) este datorită lui Laurent Schwartz.

## Definiție
Calitativ, funcția delta poate fi concepută ca o funcție care este egală cu zero peste tot, cu excepția lui x=0 unde este infinită, dar astfel încât
{\displaystyle \int _{I}\delta (x')dx'=1\,}
pentru orice interval care conține pe x=0. De aceea se poate afirma că integrala indefinită a funcției Dirac este treapta unitate Heaviside
{\displaystyle \int _{-\infty }^{x}\delta (x')dx'=\theta (x).\,}
Deci funcția lui Dirac este „derivata” funcției Heaviside.
Pentru orice funcție φ(x), continuă în x=0, este adevărat că:
{\displaystyle \int _{I}\phi (x')\delta (x')dx'=\phi (0).\,}
Aceasta poate servi ca o definiție posibilă a lui δ(x). Se pot defini și derivatele δ'(x),...δ(n) funcției δ(x) prin acțiunea lor asupra funcțiilor φ(x) cu un număr suficient de derivate în x=0, de exemplu:
{\displaystyle \int _{I}\phi (x)\delta '(x)dx=-\phi '(0)\,}
(integrare formală prin părți).
Funcția δ(x-x0) are aceleași proprietăți ca și δ(x), referitoare însă la punctul x0. Pentru orice funcție φ(x), continuă pe axa reală, are loc relația:
{\displaystyle \int _{-\infty }^{\infty }\phi (x')\delta (x-x')dx'=\phi (x)\,}
Simbolul δ(ψ(x)) pentru o funcție diferențiabilă ψ(x), care se anulează în x0 și este monotonă se definește formal prin schimbarea de variabilă u=ψ(x):
{\displaystyle \int _{-\infty }^{\infty }\phi (x')\delta (\psi (x'))dx'=\int _{-\infty }^{\infty }{\frac {\phi (\psi ^{-1}(u))}{\vert \psi '(\psi ^{-1}(u)\vert }}\delta (u)dx'={\frac {\phi (x_{0})}{\vert \psi '(x_{0})\vert }}\,}
unde φ(x) este presupusă continuă în x0. Dacă ψ(x) se anulează de mai multe ori, atunci trebuie împărțit corespunzător intervalul de integrare și rezultatul este o sumă după zerourile lui ψ(x). Ca un caz particular simplu vedem că acțiunea lui δ(-x) asupra oricărei φ(x) continuă în x=0 este aceeași cu a lui δ(x). Deci, δ(x) este o „funcție” pară:
{\displaystyle \delta (x)=\delta (-x)\,}

## Transformata Fourier
Transformata Fourier a funcției δ(x-x0) este exp(ikx0):
{\displaystyle \int _{-\infty }^{\infty }\exp(ikx)\delta (x-x_{0})dx=\exp(ikx_{0})\,}
Inversând (formal) transformarea Fourier, obținem relația importantă:
{\displaystyle {\frac {1}{2\pi }}\int _{-\infty }^{\infty }\exp(ikx_{0})\exp(-ikx)dk=\delta (x_{0}-x)\,}

## Definiție ca limită a unui șir de funcții
Funcția δ(x) poate fi privită ca limita (în sensul acțiunii asupra unor funcții suficient de netede în x=0) a unui șir de funcții care cresc indefinit în x=0, devenind în același timp din ce în ce „mai înguste”: un exemplu util este:
{\displaystyle \lim _{\lambda \rightarrow \infty }{\frac {\sin \lambda x}{x}}=\pi \delta (x)\,}
Tratatul standard de teoria distribuțiilor este acela al lui I.M. Gelfand și G.E. Șilov . O introducere rapidă este în capitolul II al cărții lui V.S. Vladimirov. O introducere originală, foarte ușor de citit și în același timp riguroasă este cartea lui M.J. Lighthill.